# Port Townsend
Port Townsend (kiejtése: taʊnzənd) az Amerikai Egyesült Államok északnyugati részén, Washington állam Jefferson megyéjében elhelyezkedő város, a megye székhelye. A 2010. évi népszámlálási adatok alapján 9113 lakosa van.

## Történet
A település névadója George Townshend; a helységet George Vancouver barátjára utalva Port Townshendnek nevezte el. Hamar felismerték, hogy a partszakasz biztonságos, azonban az erős szelek időnként megnehezítették a kikötést.
A térségben korábban a chimakum, hoh, klallam, quinault és twana indiánok éltek. Az első európai–amerikai települést 1851. április 24-én alapították.
Mivel egykor úgy gondolták, hogy itt lesz a nyugati part legnagyobb kikötője, Port Townsendet „az álmok városaként” becézték; a nyílt víz könnyű elérhetősége miatt „kulcsfontosságú városként” is ismerték.
A 19. században a helyi kikötő jól ismert, nagy forgalmú létesítmény volt. Az ekkor emelt házak többsége viktoriánus stílusban épült. 1888-ban megalapították a rendőrkapitányságot.
Az 1870–1890 közti időszakban a környéken több vasútvonal is épült. Mivel Port Townsend kikötőjéből más országokba is szállítottak, a városban csomópontot létesítettek volna. A gazdasági válság miatt a hosszabbítás soha nem készült el, a vonalak végállomása pedig Tumwater, Tacoma és Seattle maradt. Az 1890-es években a település hanyatlani kezdett, így a befektetők is elhagyták azt. Később a Chicago, Milwaukee, St. Paul and Pacific Railroad Port Townsend és Anacortes között iparvágányt létesített.

## Éghajlat
A város éghajlata mediterrán (a Köppen-skála szerint Csb).
| Hónap                         | Jan.  | Feb.  | Már. | Ápr. | Máj. | Jún. | Júl. | Aug. | Szep. | Okt. | Nov.  | Dec.  | Év    |
| ----------------------------- | ----- | ----- | ---- | ---- | ---- | ---- | ---- | ---- | ----- | ---- | ----- | ----- | ----- |
| Rekord max. hőmérséklet (°C)  | 16,7  | 18,3  | 23,3 | 23,9 | 32,2 | 33,9 | 37,8 | 35,6 | 32,2  | 23,9 | 20,0  | 19,4  | 37,8  |
| Átlagos max. hőmérséklet (°C) | 7,8   | 9,4   | 11,1 | 13,9 | 17,2 | 20,0 | 22,8 | 22,8 | 20,0  | 14,4 | 10,0  | 7,2   | 14,7  |
| Átlagos min. hőmérséklet (°C) | 3,9   | 3,3   | 5,0  | 6,1  | 8,3  | 10,0 | 11,7 | 11,7 | 10,6  | 7,8  | 5,6   | 3,3   | 7,3   |
| Rekord min. hőmérséklet (°C)  | −15,0 | −13,9 | −7,2 | −2,8 | −5,0 | 1,1  | −5,0 | −1,5 | −1,1  | −5,6 | −10,6 | −15,0 | −15,0 |
| Átl. csapadékmennyiség (mm)   | 57    | 39    | 42   | 37   | 43   | 33   | 19   | 17   | 26    | 41   | 69    | 62    | 485   |
| Forrás: The Weather Channel   |       |       |      |      |      |      |      |      |       |      |       |       |       |

## Népesség
A 2010-es népszámláláskor a városnak 9113 lakója, 4544 háztartása és 2322 családja volt. A népsűrűség 506,8 fő/km2. A lakóegységek száma 5193, sűrűségük 288,8 db/km2. A lakosok 92,4%-a fehér, 0,5%-a afroamerikai, 1,1%-a indián, 1,7%-a ázsiai, 0,3%-a a Csendes-óceáni szigetekről származik, 0,8%-a egyéb, 3,1%-a pedig kettő vagy több etnikumú. A spanyol vagy latino származásúak aránya 3,3% (   )
A háztartások 19,2%-ában élt 18 évnél fiatalabb. 38,9% házas, 9,4% egyedülálló nő, 2,8% egyedülálló férfi, 48,9% pedig nem család. 39,6% egyedül élt; 18%-uk 65 éves vagy idősebb. Egy háztartásban átlagosan 1,98 személy élt; a családok átlagmérete 2,6 fő.
A medián életkor 53 év volt. A város lakóinak 16,1%-a 18 évesnél fiatalabb, 5,3% 18 és 24 év közötti, 17,4%-uk 25 és 44 év közötti, 36,7%-uk 45 és 64 év közötti, 24,5%-uk pedig 65 éves vagy idősebb. A lakosok 46%-a férfi, 54%-a pedig nő.

## Építészet
1976-ban a város egyes kerületeit, később pedig a Fort Wordent és a várost magát is történelmi hellyé nyilvánították.
A harangtornyot 1890-től az 1940-es évekig az önkéntes tűzoltók riasztására használták. Az építményt a Jefferson Megyei Történelmi Társaság 2003-ban helyreállíttatta.

## Közlekedés
A város a Washington State Route 20-on haladva közelíthető meg; Keystone felé komppal lehet továbbutazni. Az autóbuszos közlekedést a Jefferson Transit biztosítja.

## Oktatás
A város közoktatási intézményeinek fenntartója a Port Townsend-i Tankerület, emellett több magániskola (Jefferson Community School, Olympic Range Carden Academy és Swan School) is működik itt.

## Kultúra
A városban több rendezvényt tartanak: Port Townsend Wooden Boat Festival, Kinetic Skulpture Race, Rhododendron Festival és az évente megrendezett bluesfesztivál. A Fort Wordenben tartják a THING nevű zenei rendezvényt.
A belvárosban több galéria is található. A Rose Színházban kortárs amerikai és külföldi filmeket játszanak.
A Fort Worden az 1982-es An Officer and a Gentleman egyik forgatási helyszíne.

## Nevezetes személyek
- Daniel James Brown, író[25]
- Luke Burbank, rádiós műsorvezető[26]
- Marvin Glenn Shields, a haditengerészet tagja[27]

## Testvérvárosok
- Icsikava, Japán[28]

## Fordítás
- Ez a szócikk részben vagy egészben  a   Port Townsend, Washington című angol Wikipédia-szócikk ezen változatának fordításán alapul.  Az eredeti cikk szerkesztőit annak laptörténete sorolja fel. Ez a jelzés csupán a megfogalmazás eredetét és a szerzői jogokat jelzi, nem szolgál a cikkben szereplő információk forrásmegjelöléseként.